# Krigsåret 1985

## Pågående krig
- Afghansk-sovjetiska kriget (1979-1989)
  - Sovjet och Afghanistan på ena sidan
  - Afghanska mujahedin (med stöd från USA, Pakistan och flera arabländer) på den andra sidan

- Inbördeskriget i El Salvador (1979-1992)[1]

- Iran–Irak-kriget (1980-1988)[1]
  - Iran på ena sidan
  - Irak på andra sidan

- Inbördeskriget i Sri Lanka (1983 - 2009)
  - Sri Lanka på ena sidan
  - Tamilska befrielsetigrarna på andra sidan

## Händelser

### Januari
- 4 januari - Sovjetunionen erkänner att en sovjetisk målrobot kränkt Norges och Finlands luftrum den 28 december 1984, i samband med övningar i Barents hav.[2]
- 9 januari - Sverige uppger att man köpt två små undervattensfarkoster från Jugoslavien.[2]
- 14 - Israel beslutar att stegvis dra tillbaka sina trupper från södra Libanon
- 28 - Iraks första offensiv på två och ett halvt år i Iran–Irak-kriget inleds.[2]

### Februari
- 15 februari – Vietnamesiska soldater intar Röda khmerernas sista fäste, beläget i bergsområdet Phnom Malai i västra Kampuchea.[2]
- 18-27 februari – Sveriges militär genomför manövern Västgräns i sydvästra Dalarna samt Värmland.[2]

### Mars
- 5 mars - En ny serie iranska offensiver mot Basra inleds. Irak svarar med vedergällningsbombmningar mot missilanfall mot iranska städer utanför krigszonen, inklusive Teheran.[2]
- 16 mars - Belgiens regering godkänner utplaceringen av 16 amerikanska kryssningsmissiler i Belgien. I Bryssel demonstrerar nästan 150 000 personer mot beslutet.[2]
- 21 mars - USA:s representanthus godkänner ett förslag från president Ronald Reagan att framställ ytterligare 21 LGM-118 Peacekeeper-robotar.[2]

### April
- 26 april - På ett möte i Warszawa beslutas att förlänga Warszawapakten med ytterligare 20 år.[2]
- 30 april
  - Västdiplomater i Islamabad uppger att Sovjetunionen gjort sig skyldiga till massakrer på hundratals civila afghaner den senaste tiden.[2]
  - 10-årsminnet av Vietnamkrigets slut firas.[2]

### Maj
- 14 maj - 174 personer dödas enligt officiella uppgifter vid en våldsam LTTE-gerillaattack i norra Sri Lanka.[2]

### Juni
- 15 juni - 21 FN-soldater, tillhörande fredsstyrkan UNIFIL, friges efter drygt en veckas fångenskap hos SLA-gerillan.[2]

### Juli
- 7 juli - SIPRI avslutar en tre dagars konferens i Saltsjöbaden. Man slår i princip fast att rymdvapen strider mot ABM-avtalet från 1972.[2]
- 9 juli - Resterna från den kropp som i början av juni 1985 grävdes upp vid São Paulo var enligt rättsmedicinsk expertis i Västtyskland med "största sannolikhet" Josef Mengeles kropp.[2]

### Augusti
- 6 augusti
  - Genom ett avtal förklaras större delen av Stilla havet som kärnvapenfri zon.[2]
  - Drygt 50 000 personer möts i Hiroshimas som fredspark till 40-årsminne av Hiroshimabomben.[2]

### Oktober
- 1 oktober - Israeliskt kommandoflyg angriper PLO-högkvarteret i Hamman Lif i Tunisien. 61 palestinier och 12 tunisier dödas.[2]

### November
- 1 november - Nederländernas regering godkänner att NATO placerar ut kryssningsmissiler i Nederländerna från tidigt 1988.[2]

### December
- 6 december - Storbritannien ansluter sig till SDI genom ett avtal i London.[2]
- 12 december - Bengt Gustafsson utses till ny ÖB i Sverige från 1 oktober 1986 efter Lennart Ljung.[2]
- 20 december - Minst nio personer, däribland sex ANC-flyktingar, dödas vid en räd av sydafrikanska kommandosoldater i Lesotho.[2]
- 24-25 december - Våldsamma strider mellan olika grupper av svarta i Sydafrika kräver minst 500 liv nära Durban.[2]

### Fotnoter
1. 1 2  ”Chronological List of All Wars”. Arkiverad från originalet den 9 oktober 2014. https://web.archive.org/web/20141009082543/http://www.correlatesofwar.org/COW2%20Data/WarData_NEW/WarList_NEW.pdf. Läst 29 juni 2011.
2. 1 2 3 4 5 6 7 8 9 10 11 12 13 14 15 16 17 18 19 20 21 22 23   Horisont 1985. Bertmarks